# Pogromo de Wąsosz
El pogromo de Wąsosz fue el asesinato en masa de la Segunda Guerra Mundial de los residentes judíos de Wąsosz en la Polonia ocupada por los alemanes, el 5 de julio de 1941. La masacre fue llevada a cabo por residentes polacos locales sin la participación de los alemanes.

## Antecedentes
Cuando la Alemania nazi invadió Polonia en 1939, los alemanes tomaron el pueblo de Wąsosz (Voivodato de Podlaquia) en la segunda semana de la guerra. A finales de septiembre, de acuerdo con el Tratado de Límites Germano-Soviético el área fue transferida por los nazis a la Unión Soviética.
La Unión Soviética invadió Polonia desde el Este dos semanas antes, el 17 de septiembre de 1939, de conformidad con el protocolo secreto del Pacto Ribbentrop-Mólotov. El Ejército Rojo invadió el 52,1% del territorio de Polonia con más de 13.700.000 habitantes. La zona de ocupación soviética incluía 5,1 millones de polacos étnicos (38%), 37% de ucranianos, 14,5% de bielorrusos, 8,4% de judíos, 0,9% de rusos y 0,6% de alemanes. También 336.000 refugiados escaparon al este de Polonia desde áreas ya ocupadas por Alemania, de los cuales 198.000 eran judíos polacos.
Tras la invasión nazi a Unión Soviética, la Wehrmacht alemana volvió a entrar en Wąsosz el 22 de junio de 1941. Los judíos de la ciudad, en ese momento, eran el 40% de la población de la ciudad, unas 500 personas.

## Los hechos
En la noche del 4 y 5 de julio de 1941, un pequeño grupo de hombres armados con hachas y garrotes de hierro asesinó a varias decenas de habitantes judíos de Wąsosz. Los asesinatos se llevaron a cabo de manera brutal, independientemente de la edad o el sexo de las víctimas. Los cadáveres de los judíos asesinados fueron arrojados a un gran pozo excavado en las afueras de la ciudad. Según la investigación del Instituto de la Memoria Nacional, el número de víctimas es de al menos 70. Según un informe fechado el 14 de julio de 1941 por la división de seguridad alemana 221/B "Después de la retirada rusa, la población polaca de Wąsosz llenó un granero con judíos y los mató a todos antes de que la fuerza alemana entrara (en la ciudad)".

## Secuelas
Menachem Finkielsztejn, residente de Radziłów, describió en un testimonio de la posguerra cómo los polacos de Wąsosz llegaron a esta ciudad el 6 de julio diciendo que "Se supo de inmediato que los que venían habían matado previamente de una manera horrible, usando caños y cuchillos, a todos los judíos en su propia ciudad, sin perdonar ni a las mujeres ni a los niños pequeños". Sin embargo, fueron ahuyentados por la gente local de Radziłów, quienes luego masacraron a los judíos el 7 de junio, matando a toda la comunidad excepto a 18 sobrevivientes. Según Andrzej Żbikowski, la gente del pueblo de Radziłów ahuyentó a los asesinos de Wąsosz para que pudieran matar y robar ellos las propiedades de los judíos.
Quince judíos sobrevivientes permanecieron en la ciudad hasta el 1 de julio de 1942, cuando fueron trasladados a la finca Milbo, donde se emplearon unos 500 judíos en varios trabajos. En noviembre de 1942, los supervivientes fueron trasladados al campo de tránsito de Bogusze y de allí al campo de exterminio de Treblinka y al campo de concentración de Auschwitz.
En 1951, Marian Rydzewski fue juzgada y absuelta por participar en pogromos ante un tribunal comunista.

## Investigación del IPN
Los crímenes cometidos en Wąsosz fueron investigados por el Instituto de la Memoria Nacional de Polonia (IPN), bajo la dirección del fiscal Radosław Ignatiew, quien anteriormente investigó las atrocidades en Jedwabne.
Según los informes, en 2014, los líderes judíos polacos estaban divididos con respecto a la exhumación de los cuerpos de las víctimas judías. Algunos, como el principal rabino de Polonia, Michael Schudrich, se opusieron debido a la dignidad de los muertos. Otros, como Piotr Kadicik, presidente de la Unión de Comunidades Religiosas Judías de Polonia, apoyan la exhumación.
En 2015, mientras estaba de vacaciones, Ignatiew fue retirado de la investigación y reemplazado por Malgorzata Redos-Ciszewska. La exhumación no se llevó a cabo y la investigación se cerró en 2016. El IPN no identificó a ningún perpetrador adicional más allá de dos hombres polacos sentenciados por sus acciones poco después de la Segunda Guerra Mundial.